# Яхимович, Андрей Милорьевич
Андрей Милорьевич Яхимович (латыш. Andrejs Jahimovičs, род. 19 октября 1959 года, Ленинград) — советский и латвийский рок-музыкант. Известен как барабанщик и солист группы «Поезд Ушёл» и лидер «Цемента». Один из основателей и бессменный президент Рижского рок-клуба.

## Биография
Родился в Ленинграде 19 октября 1959 года. Мать Инна Геннадьевна — коренная петербурженка, отец Милорий Валентинович — коренной рижанин. Через год после рождения Андрея семья переехала в Латвийскую ССР. Милорий Валентинович был музыкантом, играл на ударных в Рижском эстрадно-концертном объединении и Рижском цирке, и параллельно изготавливал ударные установки в домашних условиях, так как в магазинах они не продавались. За «нетрудовые доходы» мастера не привлекали, так как оркестру МВД тоже требовались барабаны, объяснял этот феномен А.Яхимович.
В 14 лет Андрей начал играть на гитаре, с помощью отца освоил игру на барабанах. В 1970-е и 1980-е годы солировал в группах «Billy-Dilly» и «Сельский час».
В 1976 году Андрей окончил школу и год после неё проработал грузчиком на текстильной фабрике «Парижская коммуна».
В 1977 году поступил на механико-машиностроительный факультет Рижского политехнического института — в основном, чтобы не идти в Советскую армию. Когда на третьем курсе выяснилось, что у него язва и призыву он не подлежит, бросил учёбу и ушёл работать наладчиком в НИИ «Микроприбор» производственного объединения «Альфа». Получил 3-й рабочий разряд и без отрыва от производства повысил квалификацию до высшего, 6-го разряда. Зарабатывал до 300 рублей в месяц с учётом премий, так что песня «Я прекрасно живу на 120 рублей», написанная поэтом Юрием Ивановым от имени инженера — молодого специалиста, — это ирония лирического героя Яхимовича, а не срез его собственной жизни.
В 1983 году вошёл в состав русской рижской хард-рок-группы «Поезд Ушёл», в которой был неиграющим вокалистом на пару с основным вокалистом, гитаристом и автором песен Геннадием Эдельштейном. Группа выступала в комсомольско-молодёжном кафе «Аллегро» и записала единственный альбом, который не только прославил группу в Латвии и других республиках Союза, но и способствовал её занесению в «чёрные списки» групп, не рекомендованных к прослушиванию Управлением культуры.
В 1985 году «Поезд Ушёл» прекратил своё существование. На обломках коллектива была организована группа «Цемент», первоначально исполнявшая переработанные в стилях блюз и кантри песни советских композиторов, а затем включившая в репертуар и собственные песни. На пару с Яхимовичем солисткой группы была Леонора Гнедлер. Первые выступления «Цемента» проходили в зале электротехнического факультета РПИ на бульв. Кронвалда в Риге.
В 1987 году «Цемент» стал одним из главных участников I фестиваля Рижского рок-клуба, а также выступил на двух крупнейших независимых рок-фестивалях СССР: в июне — в Черноголовке и в сентябре — на знаменитом Подольском рок-фестивале; это выступление считается одним из самых удачных и известных в истории «Цемента».
Выстроился великолепный роковой звук, вылез на полную мощь (что редкость) исполненный прелестного язвительного интонирования вокал Яхимовича, невидимыми змеями носились драйва. Масистый басист Гена Кривченков подпрыгивал от упругости звука, как мяч, и с вожделением шевелил черными усами. Зал пронзали как заезженные «Лесорубы», так и хиты’87 — «Я виноват», супер-блюз «Тундра» и т. п. И совершенно уж потрясающе прозвучала совсем новая композиция — очередной неоконформистский опус рижан в лице пахмутовской «Надежды», метко посвященной Яхимом внутриполитической ситуации московского рока. В свете этого строки «Здесь на неизведанном пути ждут замысловатые сюжеты» превратились в откровение века. В целом в Подольске «Цемент» выдал, кажется, лучший концерт за всю свою историю: и в Черноголовке, и в Риге он выглядел, на мой взгляд, куда менее выразительно.
Популярность группы была закреплена магнитоальбомами «С песней пожизненно» и «Тундра», а композиции «Тундра», «Напьюсь-добьюсь», «Мой папа — алкоголик» и другие сделали группе имя.
Яхимовичу в 1988 году дали должность методиста в юношеской библиотеке, так как у Рижского рок-клуба штатных единиц не было. Там Андрей проработал до распада СССР.
В середине 1990-х годов «Цемент» перестал выступать с регулярными концертами, но при этом продолжал записывать альбомы, не имеющие былого успеха. Андрей Яхимович начал работать ведущим на латвийском частном телевидении KS Video и продюсировать музыкальные программы.
В 1994 году он вместе с Валерием Куленко стал организатором и музыкальным менеджером первого на постсоветском пространстве рок-клуба «Saxofon» на ул. Стабу в Риге. Клуб отличался живыми концертами и проработал до 1998 года.
В 2012 году «Цемент» возобновил концертную деятельность и начал периодически выступать в российских городах. В 2013 году альбомы «Цемента» были переизданы музыкальным издательством «Геометрия».
В 2014 году Яхимович стал сниматься в игровом кино, сыграв несколько эпизодических ролей в фильмах, снимавшихся в Риге. Рекомендацию на съемочную площадку ему дала актриса Светлана Иванникова.
В 2025 году у Яхимовича был обнаружен рак.

## Дискография
Поезд ушёл
- …В замочную скважину (1984)[7]
- В натуре… (запись концертов в ДК «Dzintarpils» и ДК «Kaija») (1983-84)

Цемент
- С песней пожизненно (1985)
- Тундра (1987)
- Выступление на Подольском рок-фестивале (1987)
- Концерт в Риге (1987)
- Концерт в ДК МЭИ (1988)
- Концерт в ДК Чкалова (Новосибирск) (1988)
- Концерт памяти Джона Леннона (концерт в ДК им. Дзержинского, Минск) (1990)
- Миграция (1994)
- Кругом вода (1996)
- Сухие смеси (1997)
- Los Plagiatos (1997-98)
- По чесноку (2005) (юбилейный концерт в клубе «Spalvas Pa Gaisu», Рига) (DVD)
- Антология (2013) (бокс-сет — CD «С песней пожизненно», «Тундра», «Кругом вода», «Миграция» + «Los Plagiatos», DVD «По чесноку») http://www.nneformat.ru/reviews/?id=7618
- 33 (2014) http://www.nneformat.ru/reviews/?id=7876
- Ёхайды! (2023)

## Фильмография
2014. Две легенды. ИКА-Фильм по заказу телеканала «Россия-2». Режиссёры Вячеслав Кириллов, Денис Карышев. Роль связного.
2017. Амре. «Казахфильм», совместно с компанией «DAR Play» (США). Режиссёр Джефф Веспа (Jeff Vespa). Роль профессора музыки.
2018. Welcome To Mercy. IFC Midnight productions. Режиссёр Томми Бертелсен (Tommy Bertelsen), 103 мин. Роль отца.